# 父の肖像 (フランツ・マルク)
『父の肖像』（ちちのしょうぞう、ドイツ語: Bildnis des Vaters）は、フランツ・マルクの油絵である。マルクの最初期の有名作品の一つであり、ミュンヘン・レンバッハハウス美術館にコレクションとして所蔵されている。

## 経緯
本作は1902年に、マルクのミュンヘン美術院における修業時代に完成された。同年マルクは、『母の肖像』も描いている。

## 解説
本作の大きさは高さ73cm・幅50.8cmである。板紙に油絵具で描かれている。
絵は、マルクの父親ヴィルヘルムが黒い背広を着て腰掛けている場面である。ヴィルヘルムは当時多発性硬化症を煩っており、車椅子を必要としていた。
同時期の他の作品、例えば『ダッハウ湿原の小屋』などと同じく、ミュンヘン派の絵の伝統によって創作された絵画である。

## 註
1. 1 2 3  Städtische Galerie im Lenbachhaus, ed. (1980), Franz Marc 1880–1916 (ドイツ語), München: Prestel Verlag, pp.133f, ISBN 3-7913-0537-9